# Монокондил
Монокондил (греч. μονοκωνδύλιον от μόνο- —«состоящий из одного, единого, относящийся к одному; одиночный» и κοντύλια — «росчерк, штрих карандаша») — это разновидность вязи. Слово или сразу несколько слов пишутся за один прием, не отрывая пера от бумаги. При этом буквы замысловато переплетаются между собой, появляются лишние соединительные линии. Слова в предложении теряют привычную разбивку и в итоге начертания отдельных букв выделяются с трудом.
Примером монокондила может быть первое слово в титулатуре Петра I.
Образцы подобного письма прослеживаются в источниках XVI века:
- Рукопись Ундольского № 53 (Псалтирь с восследованием), (Румянцевский музей) и
- Вяземское Евангелие, 1527 год.